# Ludwigia speciosa
Ludwigia speciosa är en dunörtsväxtart som först beskrevs av John Patrick Micklethwait Brenan, och fick sitt nu gällande namn av Hoch, Goldblatt och P.H.Raven. Ludwigia speciosa ingår i släktet ludwigior, och familjen dunörtsväxter. Inga underarter finns listade i Catalogue of Life.